# 迪拉斯
迪拉斯（法語：Duras，法語發音：[dyʁas]），法国西南部市镇，位于新阿基坦大区洛特-加龙省，隶属于马尔芒德区，其市镇面积为20.17平方公里，2022年1月1日时人口数量为1,206人，在法国城市中排名第8,405位。
迪拉斯位于洛特-加龙省西北部，德罗河畔，其西南侧与吉伦特省接壤，是一个区域性的中心城市，多条公路在此交汇。

## 地名来源
“Duras”一名可能出自凯尔特语单词“duros”，意为“城墙”。
迪拉斯所处区域历史上曾通行加斯科涅方言，该地在奥克语维基百科以及OpenStreetMap中对应名称的拼写为“Duràs”。

## 历史

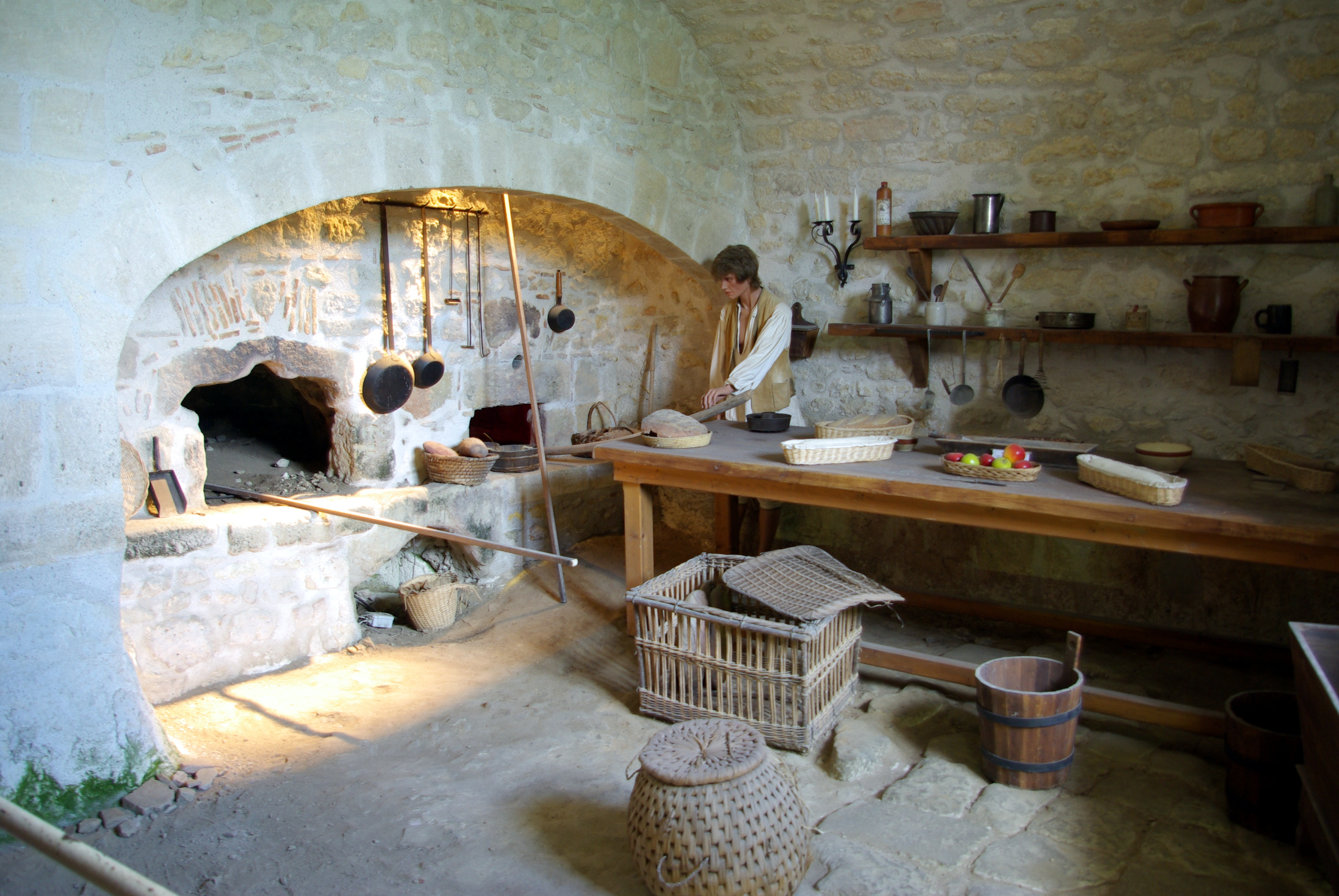
迪拉斯城堡内的一处布置

迪拉斯的早期历史尚不清楚，当地的城市发展与迪拉斯城堡密切相关。中世纪中期，迪拉斯境内出现了圣艾拉尔教堂（Église de Saint-Ayrard），后成为一处修道院。公元1127年，迪拉斯被大圣富瓦领主继承，其成员在教堂附近兴建城堡。在教宗克勉五世的支持下，迪朗斯城堡被扩建成为一处军事防御工事。英法百年战争期间，迪拉斯领主迪福尔的加亚尔四世效忠英格兰军队，他从迪福尔家族中分离，创建了迪拉斯家族，并将迪拉斯城堡作为家族宅邸。得益于家族的发展，迪拉斯城堡附近逐渐形成聚落，其附近的土地得到开垦，并出现了葡萄酒种植园。法国大革命期间，迪拉斯城堡被共和派攻占，存放于此的迪拉斯家族文献被大量烧毁。此后，迪拉斯成为洛特-加龙省的一个市镇。1807年，迪拉斯城堡被其流亡于佛兰德的原家族成员收购，此后又几经易手。迪拉斯家族于1900年因无嗣而终结，其城堡曾长期被荒废，后于1969年被迪拉斯市政府买下。途径迪拉斯的波尔多—德罗河畔拉索沃塔铁路于1899年建成，后于1940年停止客运服务，二战后彻底废弃。

## 地理

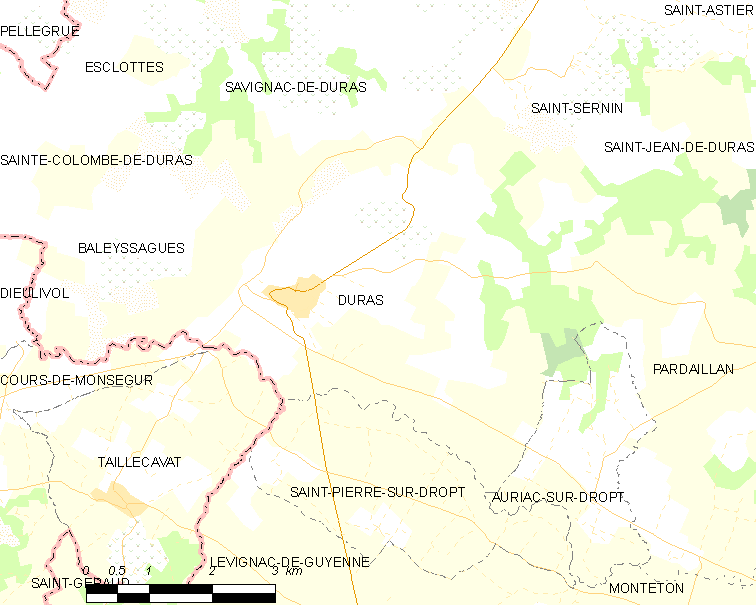
迪拉斯市镇范围地图

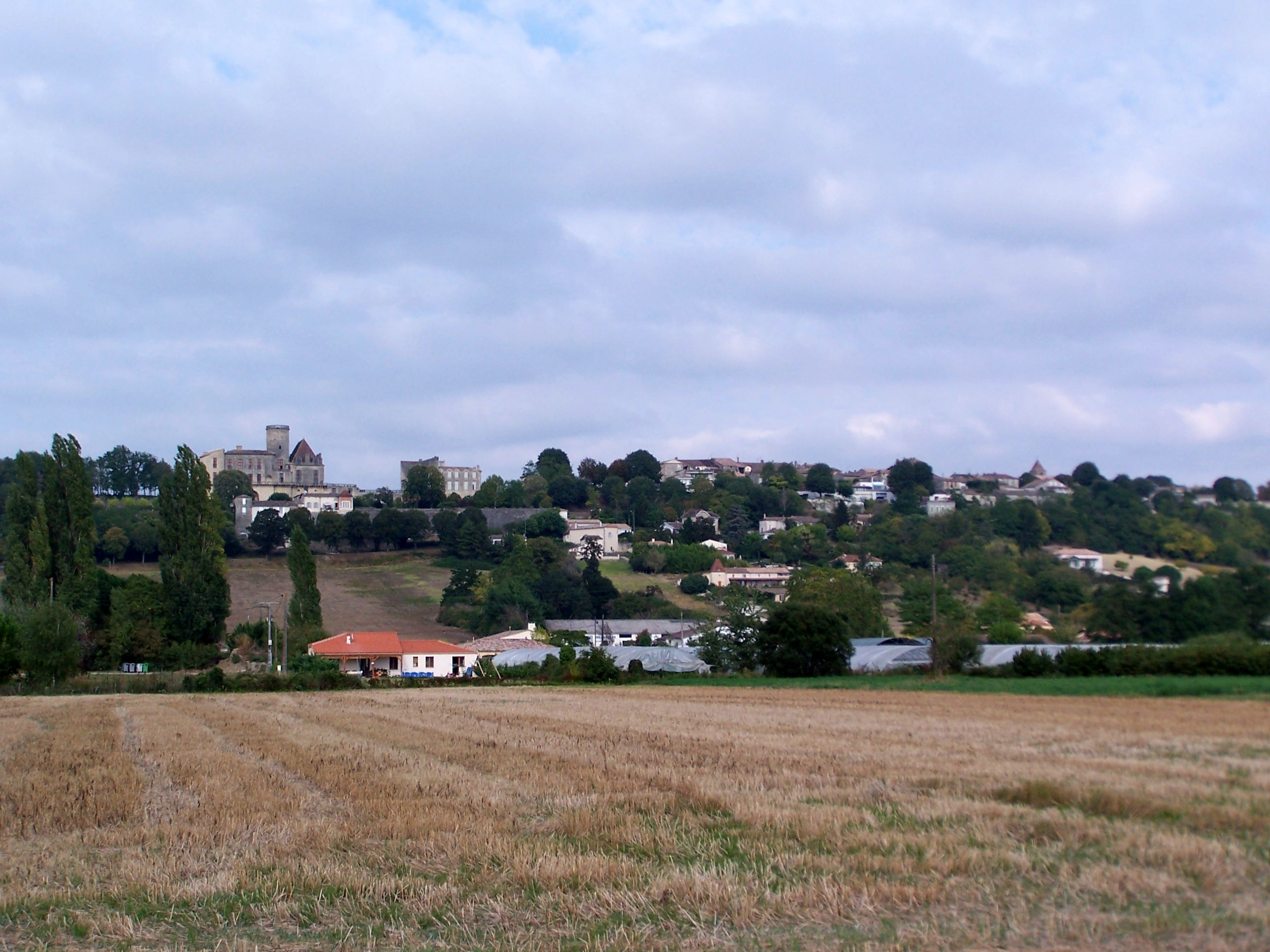
迪拉斯城外的田园景观

迪拉斯位于法国西南部，新阿基坦大区中部和洛特-加龙省西北部，距离省会阿让大约78公里。与迪拉斯接壤的市镇包括：埃斯克洛特、萨维尼亚克德迪拉斯、圣塞尔南、巴莱萨格、库尔德蒙塞居、塔耶卡瓦、帕尔达扬、德罗河畔圣皮埃尔和德罗河畔欧里亚克。

### 地形
迪拉斯位于阿基坦盆地腹地，阿日奈地区西北部，境内以丘陵和浅丘为主，市镇中心位于一处较为狭窄的高地之上，附近的山坡被开辟为葡萄酒种植园，全境海拔在28到128米之间。

### 水文
迪拉斯位于加龙河流域范围内，德罗河自东向西流经市镇南界，其右岸支流杜尔代兹河则流经市镇范围西侧。

### 植被
迪拉斯属于温带阔叶混交林区，当地多博卡日景观，林地散落分布于市镇范围内的多个区域。
在鲜花城市的评比中，迪拉斯暂未被评级。

### 气候
迪拉斯在柯本气候分类法中属于温带海洋性气候（Cfb）。
迪拉斯境内设有气象站，以下为该气象站的数据（其中日照数据取自贝尔热拉克气象站）：
| 迪拉斯1981年－2019年 | 迪拉斯1981年－2019年 | 迪拉斯1981年－2019年 | 迪拉斯1981年－2019年 | 迪拉斯1981年－2019年 | 迪拉斯1981年－2019年 | 迪拉斯1981年－2019年 | 迪拉斯1981年－2019年 | 迪拉斯1981年－2019年 | 迪拉斯1981年－2019年 | 迪拉斯1981年－2019年 | 迪拉斯1981年－2019年 | 迪拉斯1981年－2019年 | 迪拉斯1981年－2019年 |
| 月份                 | 1月                  | 2月                  | 3月                  | 4月                  | 5月                  | 6月                  | 7月                  | 8月                  | 9月                  | 10月                 | 11月                 | 12月                 | 全年                 |
| -------------------- | -------------------- | -------------------- | -------------------- | -------------------- | -------------------- | -------------------- | -------------------- | -------------------- | -------------------- | -------------------- | -------------------- | -------------------- | -------------------- |
| 历史最高温 °C（°F）  | 19 (66)              | 22.2 (72.0)          | 26 (79)              | 29.8 (85.6)          | 33.5 (92.3)          | 38 (100)             | 39.3 (102.7)         | 40.3 (104.5)         | 36.3 (97.3)          | 31.6 (88.9)          | 26 (79)              | 20.2 (68.4)          | 40.3 (104.5)         |
| 平均高温 °C（°F）    | 9.3 (48.7)           | 11.2 (52.2)          | 14.8 (58.6)          | 17.4 (63.3)          | 21.4 (70.5)          | 24.9 (76.8)          | 27.4 (81.3)          | 27.4 (81.3)          | 24 (75)              | 19.3 (66.7)          | 13.1 (55.6)          | 9.6 (49.3)           | 18.3 (64.9)          |
| 日均气温 °C（°F）    | 5.8 (42.4)           | 6.9 (44.4)           | 9.8 (49.6)           | 12 (54)              | 15.8 (60.4)          | 19.1 (66.4)          | 21.2 (70.2)          | 21.1 (70.0)          | 18.1 (64.6)          | 14.5 (58.1)          | 9.2 (48.6)           | 6.4 (43.5)           | 13.3 (55.9)          |
| 平均低温 °C（°F）    | 2.4 (36.3)           | 2.7 (36.9)           | 4.8 (40.6)           | 6.7 (44.1)           | 10.2 (50.4)          | 13.2 (55.8)          | 15 (59)              | 14.9 (58.8)          | 12.1 (53.8)          | 9.7 (49.5)           | 5.4 (41.7)           | 3.1 (37.6)           | 8.4 (47.1)           |
| 历史最低温 °C（°F）  | −17.8 (0.0)          | −14 (7)              | −10 (14)             | −2.3 (27.9)          | 0.8 (33.4)           | 3.2 (37.8)           | 7 (45)               | 5.2 (41.4)           | 3 (37)               | −3.4 (25.9)          | −7.5 (18.5)          | −12 (10)             | −17.8 (0.0)          |
| 平均降水量 mm（）    | 68.3 (2.69)          | 60.9 (2.40)          | 57.4 (2.26)          | 77.3 (3.04)          | 71 (2.8)             | 58.6 (2.31)          | 51.2 (2.02)          | 58.8 (2.31)          | 67.6 (2.66)          | 74 (2.9)             | 80.6 (3.17)          | 78.1 (3.07)          | 803.8 (31.65)        |
| 月均日照時數         | 85.4                 | 111.3                | 167.4                | 178                  | 210.8                | 231.7                | 248                  | 240.2                | 199.3                | 136.9                | 88.7                 | 78.2                 | 1,975.9              |
| 来源：infoclimat.fr  |                      |                      |                      |                      |                      |                      |                      |                      |                      |                      |                      |                      |                      |

## 行政区划
迪拉斯的市镇编号为47086，邮政编号为47120。
在行政管理方面，迪拉斯隶属于法国新阿基坦大区洛特-加龙省马尔芒德区；在地方选举方面，迪拉斯是吉耶讷丘县的中央投票站所在地，其市镇范围全境被划入洛特-加龙省第二选区；在社会管理方面，迪拉斯是迪拉斯地区市镇公共社区的办公驻地。
截至2023年8月，迪拉斯市镇范围内暂无任何城市敏感街区及城市政策优先街区。
法国国家统计与经济研究所（简称）在进行数据统计时，未将迪拉斯划入任何城市核心区（Unité urbaine）、城市区（Aire urbaine）及城市辐射区（Aire d'attraction）。此外，还将迪拉斯市镇整体看作一个“块区”（IRIS），以便于统计人口分布情况。

## 交通

### 公路
洛特-加龙省省道D203线、D237线、D281线、D311线、D668线和D708线在迪拉斯境内交汇。新阿基坦大区下属的城际客运提供校车线路，可前往周边部分市镇。
| 5 | 32 |

| 阿让 | 78 |

| 马尔芒德 | 24 |

| 大圣富瓦 | 22 |

2019年，63.5%的迪拉斯家庭拥有至少一辆私人汽车。2021年，迪拉斯境内共发生各类交通事故2起，造成2人受伤，其中1人重伤。

### 铁路
迪拉斯位于波尔多—德罗河畔拉索沃塔铁路上，该铁路已废弃。
迪拉斯距离大圣富瓦站的公路里程大约21.5公里，该站停靠往返于波尔多和萨拉一线的区域列车。

### 航空
距离迪拉斯最近的民用航空站为39公里外的贝尔热拉克机场。

### 城市公共交通
截至2023年8月，迪拉斯暂无城市公共交通系统。

## 政治

### 市政内阁

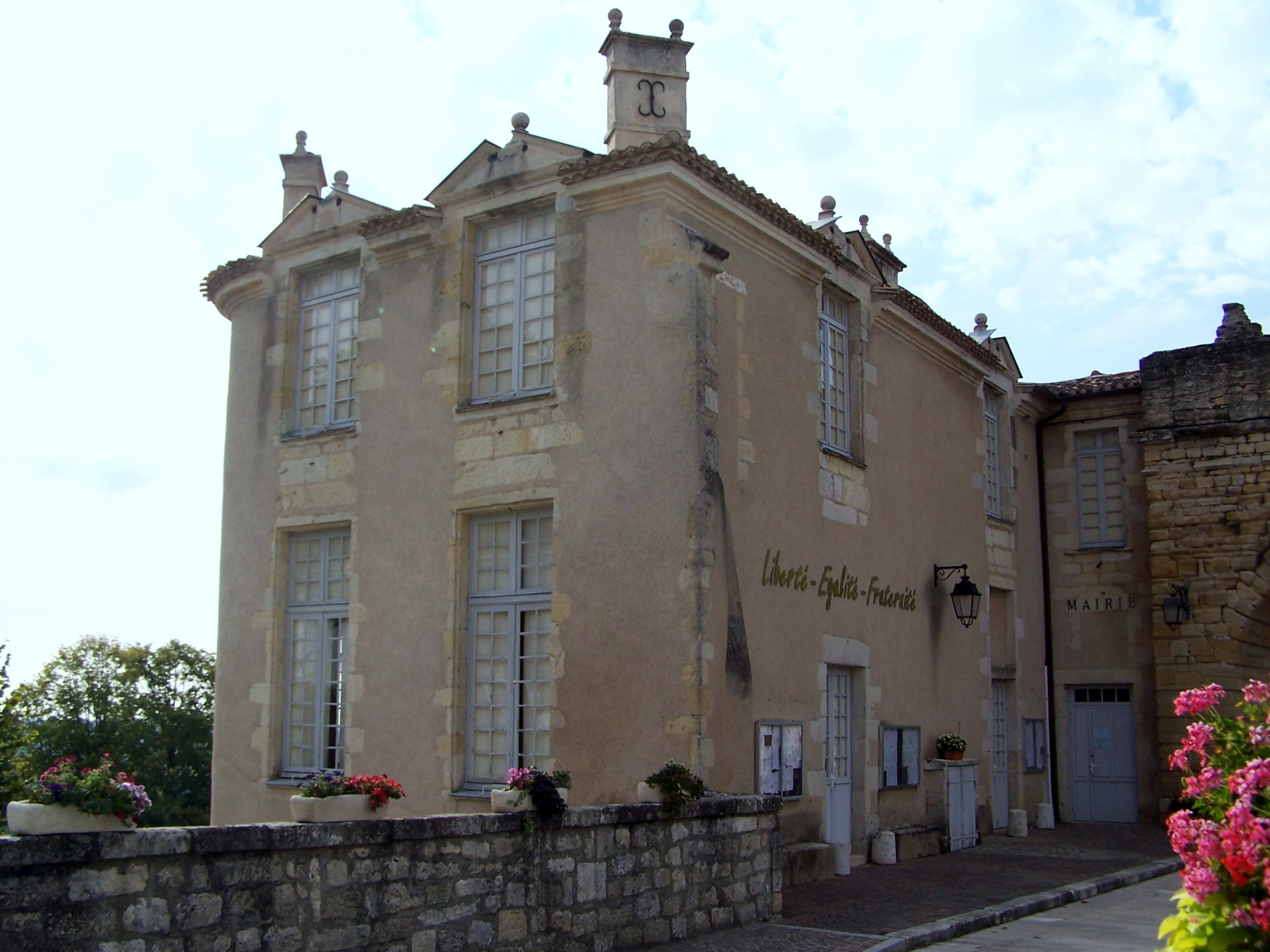
迪拉斯市政厅

迪拉斯的现任市长为贝尔纳黛特·德勒女士（Bernadette DREUX），她是共和党的一名成员，在2020年的市政选举中获得了100.00%的支持率（无其他候选人）。
| 迪拉斯历届市长         | 迪拉斯历届市长                   | 迪拉斯历届市长  |
| 任期                   | 市长                             | 党派            |
| ---------------------- | -------------------------------- | --------------- |
| （1971年以前资料暂缺） |                                  |                 |
| 1971年－1995年         | Lucien CHOLET 吕西安·绍莱        | UDF法国民主联盟 |
| 1995年－2001年         | Jean-Marc DELMAS 让-马克·代尔马  | 不详            |
| 2001年－2008年         | Claude DONIS 克洛德·多尼         | 不详            |
| 2008年－               | Bernadette DREUX 贝尔纳黛特·德勒 | LR共和黨        |

### 各级选举
| 迪拉斯历届投票选举结果 | 迪拉斯历届投票选举结果 | 迪拉斯历届投票选举结果 | 迪拉斯历届投票选举结果 | 迪拉斯历届投票选举结果         | 迪拉斯历届投票选举结果 | 迪拉斯历届投票选举结果 | 迪拉斯历届投票选举结果         | 迪拉斯历届投票选举结果 | 迪拉斯历届投票选举结果 |
| 选举项目               | 选举范围               | 选区单位               | 选区单位内的选举结果   | 选区单位内的选举结果           | 选区单位内的选举结果   | 选区单位内的选举结果   | 选区单位内的选举结果           | 选区单位内的选举结果   | 参考资料               |
| 选举项目               | 选举范围               | 选区单位               | 第一轮胜出者           | 第一轮胜出者                   | 支持率                 | 第二轮胜出者           | 第二轮胜出者                   | 支持率                 | 参考资料               |
| ---------------------- | ---------------------- | ---------------------- | ---------------------- | ------------------------------ | ---------------------- | ---------------------- | ------------------------------ | ---------------------- | ---------------------- |
| 2017年法國總統選舉     | 法國                   | 市镇                   |                        | 弗朗索瓦·菲永                  | 23.41%                 |                        | 埃马纽埃尔·马克龙              | 63.26%                 | [ 23 ]                 |
| 2017年法国立法选举     | 洛特-加龙省第二选区    | 市镇                   |                        | 埃米利安·罗索                  | 27.62%                 |                        | 亚历山大·弗雷斯基              | 66.94%                 | [ 23 ]                 |
| 2019年欧洲议会选举     | 法國                   | 市镇                   |                        | 娜塔莉·卢瓦索                  | 25.87%                 | （不适用）             | （不适用）                     | （不适用）             | [ 25 ]                 |
| 2021年法国省级选举     | 洛特-加龍省            | 县                     |                        | 皮埃尔·卡马尼 卡罗莉娜·特罗雄  | 43.63%                 |                        | 皮埃尔·卡马尼 卡罗莉娜·特罗雄  | 55.86%                 | [ 26 ]                 |
| 2021年法国省级选举     | 洛特-加龍省            | 市镇                   |                        | 贝尔纳黛特·德勒 让-吕克·加尔多 | 50.56%                 |                        | 贝尔纳黛特·德勒 让-吕克·加尔多 | 63.15%                 | [ 26 ]                 |
| 2021年法国大区选举     |                        | 市镇                   |                        | 阿兰·鲁塞                      | 26.1%                  |                        | 阿兰·鲁塞                      | 33.5%                  | [ 27 ]                 |
| 2022年法国总统选举     | 法國                   | 市镇                   |                        | 埃马纽埃尔·马克龙              | 27.94%                 |                        | 埃马纽埃尔·马克龙              | 56.84%                 | [ 23 ]                 |
| 2022年法国立法选举     | 洛特-加龙省第二选区    | 市镇                   |                        | 亚历山大·弗雷斯基              | 35.63%                 |                        | 亚历山大·弗雷斯基              | 39.87%                 | [ 23 ]                 |

## 人口
2020年，迪拉斯市镇人口数量为1,214，在法国排名第8,405位。其中男性564人，女性655人，75岁及以上人口占20.2%，外籍人口数量为167人，人口密度为60人/平方公里，当地居民被称为（男性）或（女性）。2020年，迪拉斯境内出生5人，死亡人口34人。
| 迪拉斯1901年－2020年人口变化情况 |
|                                  |
| 数据来源：Cassini、INSEE         |

## 经济
迪拉斯是一个区域性的中心市镇。截至2023年8月，迪拉斯市镇范围内共有各类用人单位（包含自雇）360家，平均历史为20年，其中99.36%为中小型企业（PME），2023年6月至8月间，当地的经济活力指数为0。（甜品生产）、（老年人服务）及（农业机械产品）是当地2021年营业额最高的三个企业，分别为5,723,457欧元、3,961,379欧元和2,395,439欧元。

## 财政与居民收入
2021年，迪拉斯的财政收入总额为1,506,470欧元，财政支出总额为1,226,400欧元，当年的债务总额为699,670欧元。2021年，迪拉斯市镇通过增值税获得127,310欧元的收入，此外当地还共获得了187,620欧元的国家直接财政补助。
2019年，迪拉斯的人均月收入总额为1,858欧元，低于法国平均水平（2,303欧元）。
2019年，迪拉斯境内的青壮年（15至64岁）失业率为12.9%；当地35.7%的家庭拥有纳税资格，平均纳税3,036欧元，低于法国平均水平（4,393欧元）。

## 社会事务

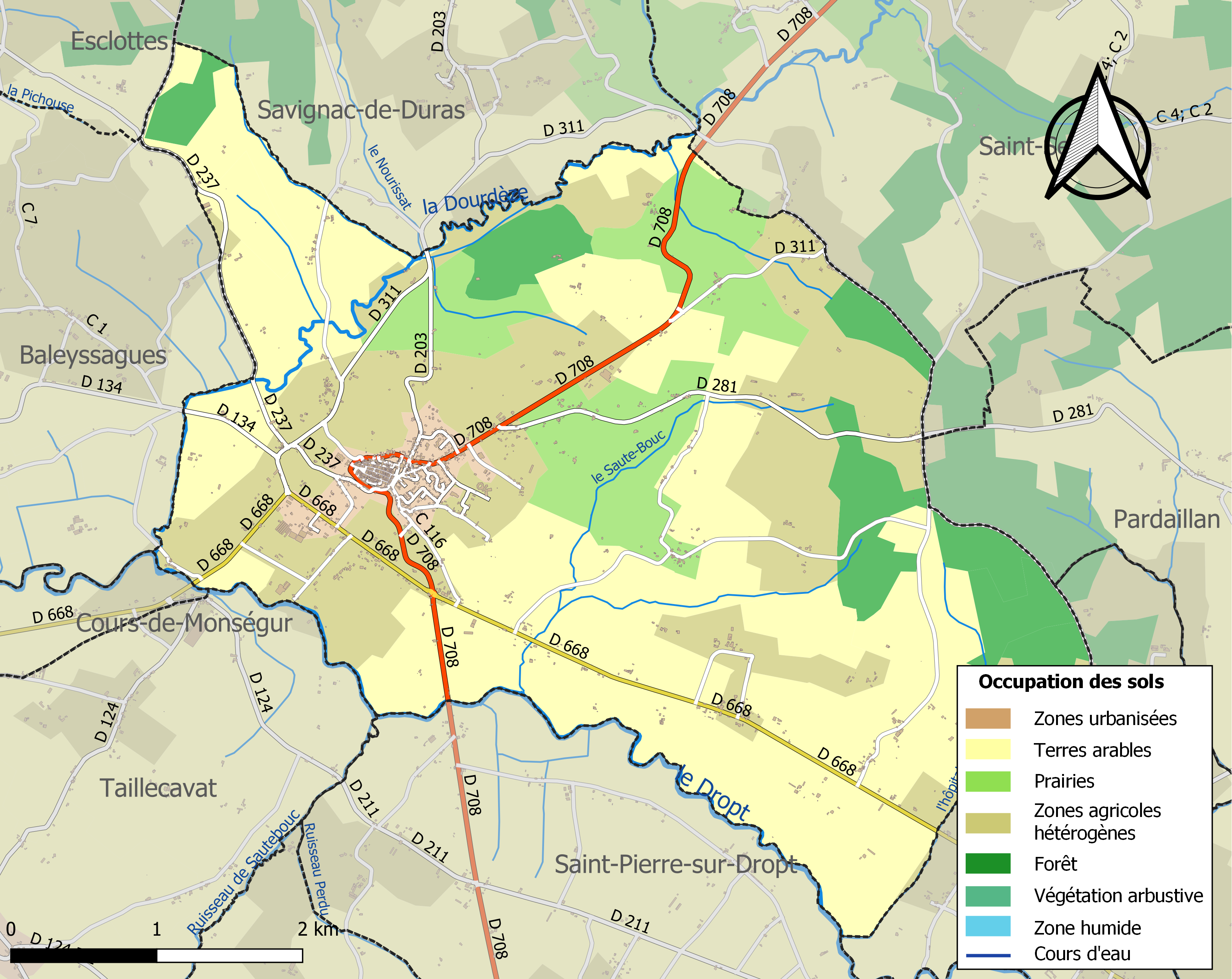
迪拉斯土地利用情况地图

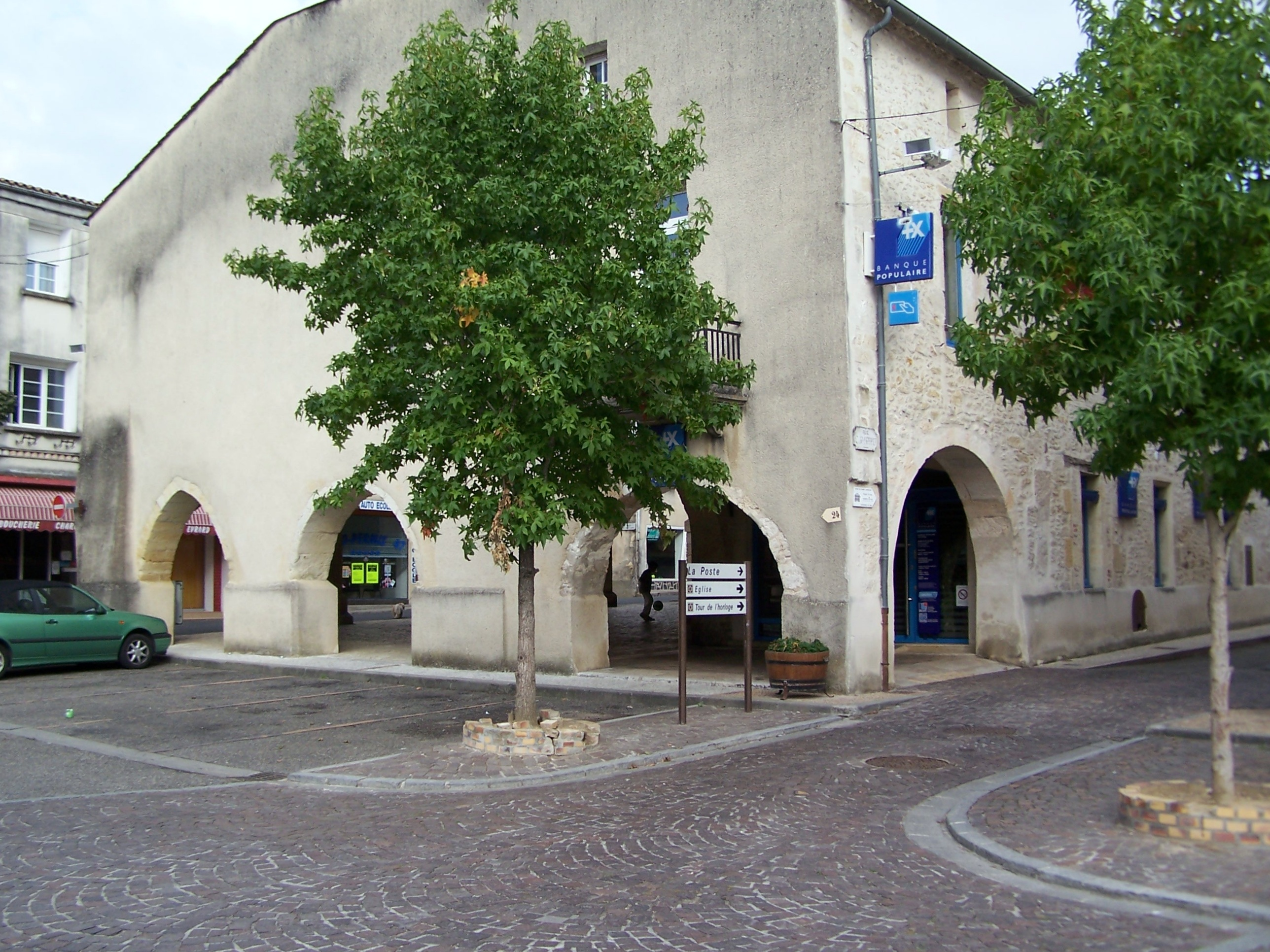
11月11日广场

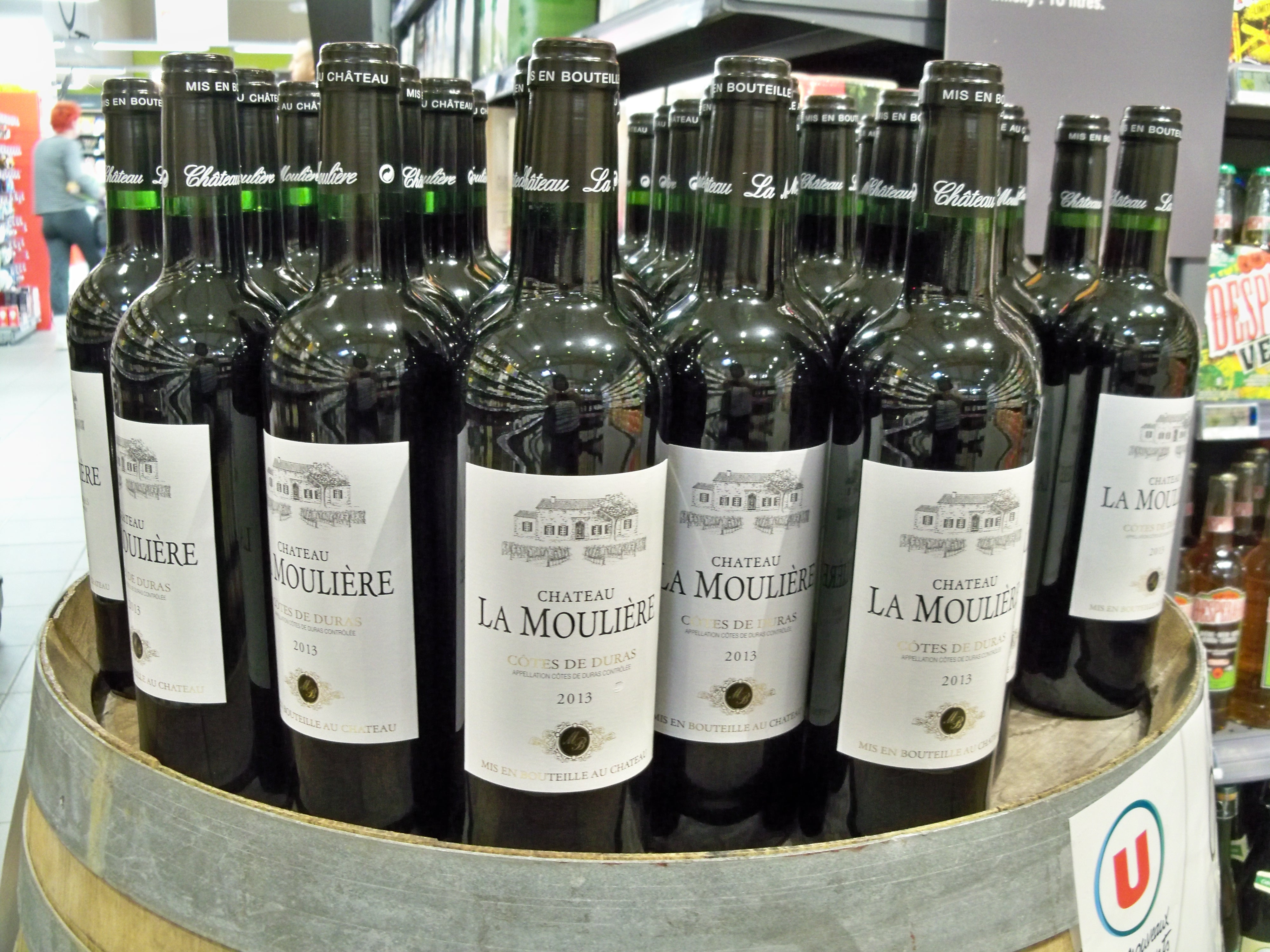
待售的迪拉斯丘葡萄酒

### 教育
迪拉斯属于波尔多学区。截至2021年1月1日，迪拉斯境内共有1所小学和1所初级中学。2021至2022学年度，迪拉斯境内共有在校中等教育阶段学生195名。

### 医疗
截至2021年1月1日，迪拉斯境内共有全科医生5名、保健师3名、牙医1名、护士4名和药房1家。
距离迪拉斯最近的区域性医疗机构为马尔芒德-托南斯市际中心医院（Centre hospitalier intercommunal Marmande-Tonneins），其主病区位于马尔芒德，距离迪拉斯市区的正常车程大约25分钟，该院设有床位257个，是当地规模最大的公立综合性医院。

### 住房
2019年，迪拉斯境内共有各类住房819套，其中79.0%为独立式居民区，20.6%为集中式居民区。常住房屋占迪拉斯市镇范围内居民建筑总量的71.1%。
在住房保障政策方面，2021年，迪拉斯境内共有92户家庭获得了住房经济补助，受益人数占总人口数量的7.6%，其中86份为房租补助。

### 商业
2021年，迪拉斯境内共有各类实体商铺55家，其中餐厅3家、大型超市1家、杂货店1家、面包房4家、肉铺1家、装饰品店1家、银行门店1家、美容美发店6家、汽车维修店4家。市区东北部建有一家家乐福便民超市。

### 体育
2021年，迪拉斯境内共有1间体育馆、2处网球场以及1处足球或橄榄球场。
截至2023年8月，迪拉斯境内暂无任何注册足球俱乐部。
迪拉斯市镇公共社区奥林匹克协会（Association Olympique de la Communauté de Communes de Duras，简称）是当地的一支橄榄球俱乐部，成立于1921年，其主队2023至2024赛季参加法国橄榄球全国丙组联赛（法国第十级别），其主场为弗朗索瓦·巴莱球场（Stade François Ballet）。

### 环境
迪拉斯的环境事务由其所属的迪拉斯地区市镇公共社区联合各级政府协调负责。2021年，迪拉斯境内暂无污染企业。

### 治安
2021年，迪拉斯市镇范围内有1处宪兵队。
迪拉斯及其附近的共123个市镇是马尔芒德国家宪兵队的管辖范围。2020年，该宪兵队累计记录各类案件3,568起，其中盗窃类案件1,771起，经济类案件513起，毒品交易类案件139起。

## 文化

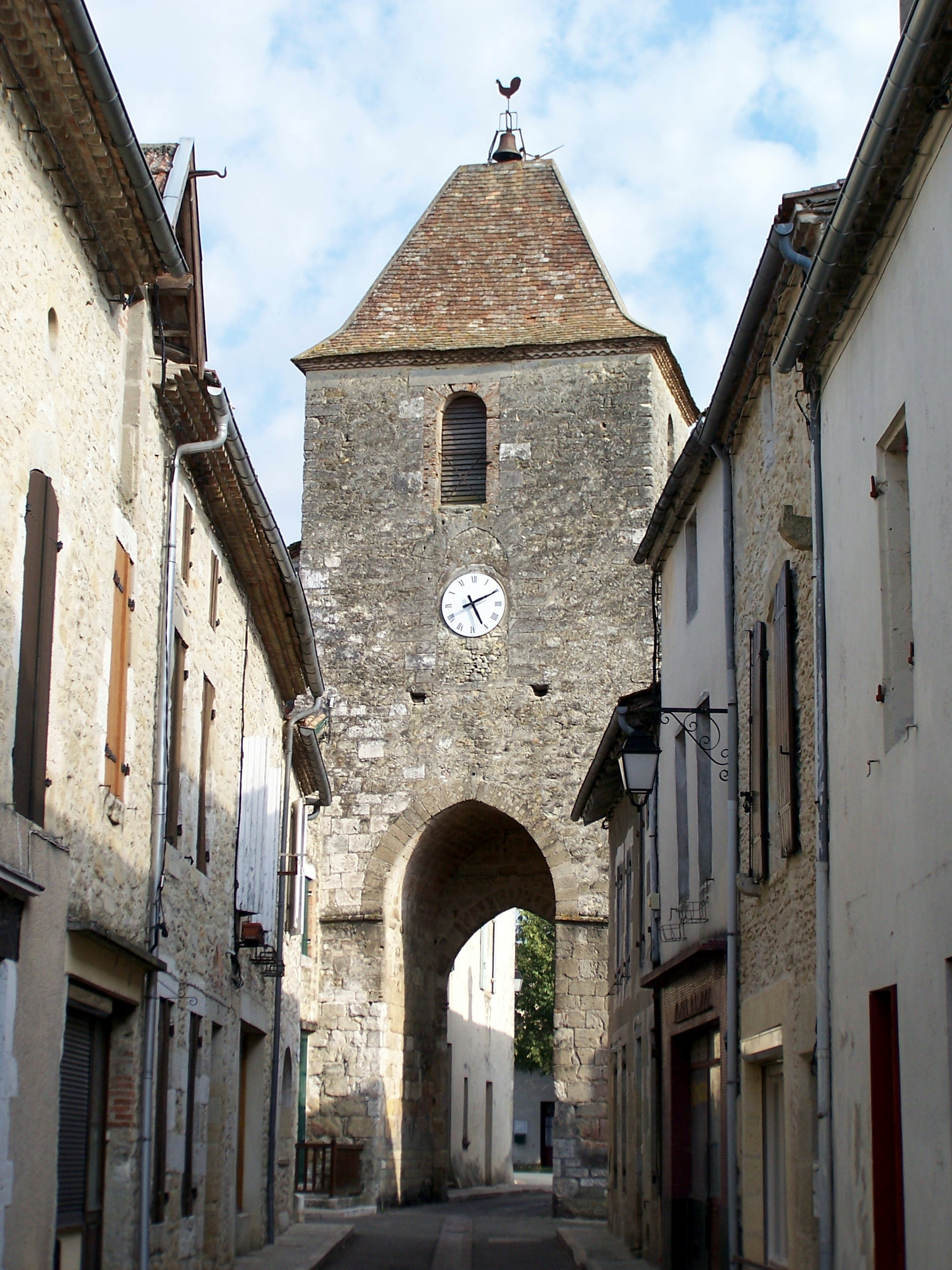
迪拉斯钟楼塔

2021年，迪拉斯境内暂无任何文化设施。迪拉斯境内建有市政图书馆（Bibliothèque municipale de Duras），每周一、三、五向公众开放。

### 建筑
迪拉斯境内有多处历史建筑，其中迪拉斯城堡、钟楼塔等为法国国家文物保护单位等，圣玛丽-玛德莱娜教堂（Église Sainte Marie-Madeleine de Duras）亦是当地的地标性建筑物。

### 旅游
迪拉斯的旅游事务由其所属的迪拉斯地区市镇公共社区负责。2022年，迪拉斯境内共有1家酒店共计20间房间；另有2个露营地，可容纳共44辆露营车。

### 媒体
法国主要的媒体均可在迪拉斯接收，法国电视三台下属的新阿基坦大区频道在部分时段播出迪拉斯所在洛特-加龙省的地方新闻。《西南报》、《阿基坦共和人报》、ARL广播等是当地主要的地方性媒体。

## 相关人物
法兰西王国元帅雅克·亨利·德迪福尔出生于迪拉斯。
法国女作家玛格丽特·杜拉斯原名“玛格丽特·多纳迪厄”（Marguerite Donnadieu），她为了纪念其出生于迪拉斯的父亲而将其姓氏改为“杜拉斯”。

## 友好城市
截至2023年8月，迪拉斯共与一座城市建立了友好城市关系：
- 比利时 圣特赖登